# Danilo Šuster
Danilo Šuster, slovenski filozof in logik, * 4. november 1960, Ljubljana.

## Življenje
Šolal na Gimnaziji Bežigrad in potem na Filozofski fakulteti Univerze v Ljubljani, smer filozofija in primerjalna književnost. Magistriral je leta 1991 s temo Filozofski problemi modalne semantike in doktoriral iz filozofije leta 1995 s temo Sodobna teorija modalnosti - protidejstvena odvisnost in vzročnost na FF UL. Za doktorat je leta 1997 prejel Zlati znak ZRC SAZU.
Dr. Danilo Šuster je redni profesor na Oddelku za filozofijo Filozofske fakultete v Mariboru. Živi v Ljubljani, a dela v  Mariboru. Ukvarja se z analitično filozofijo v širokem pomenu (spoznavna teorija, metafizika - modalnost, vzročnost, klasični problem svobodne volje) in filozofsko logiko, tako formalno (modalna logika, pogojniki) kot neformalno (argument in kritično razmišljanje). Je avtor monografij in številnih  člankov iz različnih področij sodobne analitične filozofije.
Od leta 1994 predava logiko, epistemologijo in metafiziko na oddelku za filozofijo (prej Pedagoške, zdaj Filozofske fakultete) Univerze v Mariboru, od leta 2006 kot redni profesor. Od leta 1999 je glavni urednik mednarodne revije Acta Analytica, je član uredništva revije Croatian Journal of Philosophy, bil je tudi predsednik slovenskega Društva za analitično filozofijo in filozofijo znanosti.

## Dela

### Monografije
- Moč argumenta – logika in kritično razmišljanje, 1998.
- Simbolna logika, 2000. Učbenik sodobne formalne logike (z rešitvami vaj), ki je namenjen študenkam in študentom humanističnih ved.
- O svobodni volji: od Leibniza do Libeta, 2007, urednik in pisec komentarjev. Zbornik prinaša izbor temeljnih filozofskih besedil, ki so vir za razmišljanje o problemu metafizične svobode. Zastopana je filozofska klasika (Leibniz, Hume, Kant), sodobna stališča (kompatibilizem, inkompatibilizem, libertarske teorije), zveza med moralno odgovornostjo in svobodo, problem vzročnosti in izzivi sodobne nevroznanosti (Benjamin Libet). Uredniški uvod in poglobljeni komentarji na koncu vsakega prevedenega besedila vabijo k nadaljevanju razmišljanja.
- Moč argumenta: neformalna logika v teoriji in praksi, 2015. Dopolnjena in popravljena izdaja knjige iz leta 1998).[1] V neformalni logiki (tudi logiki »dejanskih« argumentov, aplicirani logiki) je poudarek na argumentaciji v naravnem jeziku in problemih, ki zadevajo slehernika v kontekstu vsakdanjih razprav – v politični debati, na sodišču, v strokovni reviji, v novinarskem prispevku, v spletnem komentarju,... Knjiga uvaja v veščine jasne uporabe jezika, prepoznavanja, analize in ocene argumentov, poznavanja splošnih pravil dobrega razmišljanja, razvija občutljivost za sporne trditve, skrite domneve in zmotna sklepanja.
- Kaj delajo filozofi?, 2019.[2] Avtor v prvem delu predstavlja svoj predlog vstopa v filozofijo, ki temelji na osnovnih tehnikah filozofskega in kritičnega razmišljanja: problem, ki nas "vleče" na različne strani, opredelitev osnovnih pojmov, razumevanje v prostoru alternativ, argumentiranje in presoja o posledicah, odprtost za nadaljevanje razprave. Ta pristop v drugem delu ponazarja s klasičnimi filozofskimi temami: svoboda in determinizem, realizem, skepticizem. Zadnji del vsebuje panoramske in esejistične poglede na sodobno filozofijo in pojasnjuje razliko med ti. kontinentalno in analitično filozofijo. Avtor zagovarja perspektivo analitične filozofije, saj ta po njegovem sledi sokratski metodi, ki je izvor zahodne filozofije.

Hkrati je še avtor več drugih člankov in intervijujev.